# Sho Ito
Sho Ito (født 24. juli 1988) er en japansk fodboldspiller.
Han har spillet for flere forskellige klubber i sin karriere, herunder Shimizu S-Pulse og Yokohama F. Marinos.